# Landdrostei Hildesheim
| Landdrostei Hildesheim          | Landdrostei Hildesheim |
| ------------------------------- | ---------------------- |
| Sitz                            | Hildesheim             |
| Bestandszeitraum                | 1823–1885              |
| Fläche                          | 5118,85 km² (1880)     |
| Einwohner                       | 432.694 (1880)         |
| Bevölkerungsdichte              | 84 Einw./km² (1880)    |
| Amtsfreie Städte                | 10 (1885)              |
| Ämter                           | 20 (1885)              |
| Lage der Landdrostei Hildesheim |                        |

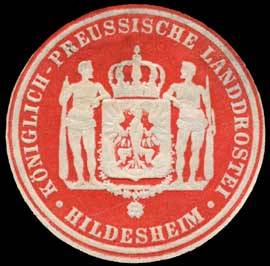
Siegelmarke Königlich Preußische Landdrostei Hildesheim

Die Landdrostei Hildesheim war im 19. Jahrhundert eine Mittelbehörde des Königreichs Hannover und der preußischen Provinz Hannover. Sie war Mitte des 19. Jahrhunderts die einwohnermäßig größte Landdrostei des Königreichs. Das Kernterritorium der Landdrostei bestand bis zur Eingliederung der Berghauptmannschaft Clausthal im Jahre 1868 aus zwei räumlich getrennten Gebietsteilen. Die räumliche Trennung der beiden Gebiete entstand durch das dazwischenliegende Herzogtum Braunschweig, das selbständig geblieben war. Außerdem war die Grafschaft Hohnstein eine Exklave der Landdrostei.

## Geschichte
1816 wurden zur Verwaltung des Königreichs Hannover Mittelbehörden gebildet, die zunächst Provinzialregierung und ab 1823 Landdrostei hießen. Die Landdrostei Hildesheim setzte sich aus vier historischen Territorien zusammen, dem Fürstentum Hildesheim, dem Fürstentum Göttingen, dem Fürstentum Grubenhagen (ohne den Oberharz) und der Grafschaft Hohnstein. 1842 gab die Landdrostei das Amt Elbingerode an die Berghauptmannschaft Clausthal ab.
Nachdem das Königreich Hannover 1867 zur preußischen Provinz Hannover geworden war, blieb die Landdrostei Hildesheim zunächst bestehen. 1868 kamen die beiden Ämter Clausthal und Elbingerode der aufgelösten Berghauptmannschaft Clausthal hinzu. 1885 wurde aus der Landdrostei Hildesheim gemäß der preußischen Verwaltungsstruktur der Regierungsbezirk Hildesheim gebildet. Gleichzeitig wurden die alten hannoverschen Ämter von preußischen Landkreisen abgelöst.

## Landdroste
Der Landdrost war der höchste Beamte der Landdrostei. Sein Amt war mit dem eines Regierungspräsidenten vergleichbar.
1. 1824–1832: Johannes Georg Ludwig Nieper (1778–1832)
2. 1832–1839: Justus von Schmidt-Phiseldeck (1769–1851)
3. 1839–1847: Philipp Ernst von Landesberg (1784–1853)
4. 1848–1850: Georg Theodor Meyer (1798–1870)
5. 1851–1862: Carl (Georg Ludwig) von Bar
6. 1862–1866: Georg Karl Ludwig Wermuth
7. 1867–1868: Hugo von Bülow
8. 1868–1875: Otto von Westarp (1825–1879)
9. 1875–1882: Adolf von Pilgrim (1821–1909)
10. 1882–1885: Hugo Schultz

## Verwaltungsgliederung (1814–1852)
Die Landdrostei Hildesheim war bis Anfang der 1850er-Jahre in Städte, Flecken, Ämter, Klosterämter und Patrimonialgerichte gegliedert.

## Verwaltungsgliederung (1852–1885)
Nach einer umfassenden Verwaltungs- und Justizreform am Anfang der 1850er-Jahre bestanden 1852 in der Landdrostei Hildesheim insgesamt elf selbstständige Städte und 37 Ämter. 1885 bestanden noch zehn selbständige Städte und zwanzig Ämter.

### Fürstentum Hildesheim
Auf dem Gebiet des alten Fürstentums Hildesheim existierten 1852 die selbstständigen Städte Alfeld, Goslar, Hildesheim und Peine. Daneben bestanden seit 1852 fünfzehn Ämter, deren Zahl sich bis 1885 auf acht verringerte:

#### Amt Alfeld
Zum Amt Alfeld gehörten unter anderem Brüggen, Everode, Freden, Hoyershausen, Sibbesse und Westfeld. 1859 kamen die bis dahin amtsfreie Stadt Alfeld sowie die Gemeinden des aufgelösten Amtes Lamspringe hinzu. Gleichzeitig wechselten die Gemeinden Brüggen, Sibbesse und Petze zum Amt Gronau. 1885 ging das Amt Alfeld im neuen Kreis Alfeld auf.

#### Amt Bockenem
Das Amt Bockenem umfasste im Wesentlichen das Gebiet der heutigen Stadt Bockenem.
1859 wurden die Gemeinden des aufgelösten Amtes Wohldenberg in das Amt Bockenem eingegliedert, das 1885 im neuen Kreis Marienburg aufging.

#### Amt Elze
Zum Amt Elze gehörte im Wesentlichen das Gebiet der heutigen Gemeinden Elze und Nordstemmen. 1859 wurde das Amt aufgelöst und in das Amt Gronau eingegliedert.

#### Amt Gronau
Zum Amt Gronau, bis 1852 Amt Gronau-Poppenburg genannt, gehörten unter anderem Banteln, Barfelde, Betheln, Eberholzen, Eitzum, Nienstedt und Rheden. 1859 traten die Gemeinden des aufgelösten Amtes Elze sowie die Gemeinden Brüggen, Sibbesse und Petze des Amtes Alfeld hinzu. 1885 ging das Amt Gronau im neuen Kreis Gronau auf.

#### Amt Hildesheim
Zum Amt Hildesheim gehörten unter anderem die heutigen Hildesheimer Stadtteile Bavenstedt, Drispenstedt, Sorsum und Himmelsthür sowie das Gebiet der heutigen Gemeinden Harsum und Giesen. 1859 kamen auch die Gemeinden des aufgelösten Amtes Ruthe zum Amt Hildesheim, aus dem 1885 schließlich der Landkreis Hildesheim gebildet wurde.

#### Amt Hohenhameln
Zum Amt Hohenhameln gehörten das Gebiet der heutigen Gemeinde Hohenhameln sowie einige Stadtteile der heutigen Stadt Peine. 1859 wurde das Amt aufgelöst und in das Amt Peine eingegliedert.

#### Amt Lamspringe
Das Amt Lamspringe umfasste 1852 unter anderem das Gebiet von Lamspringe sowie Winzenburg, Adenstedt und Rhüden. Vorgänger des Amtes war das Amt Bilderlahe mit dem annähernd gleichen Gebietsumfang. 1859 wurde das Amt Lamspringe aufgelöst und in das Amt Alfeld eingegliedert.

#### Amt Liebenburg
Das Amt Liebenburg entsprach weitgehend dem Gebiet der heutigen Gemeinde Liebenburg. 1859 kamen auch die Gemeinden des aufgelösten Amtes Salzgitter zum Amt Liebenburg. 1885 ging das Amt Liebenburg im neuen Kreis Goslar auf.

#### Amt Marienburg
Zum Amt Marienburg gehörten unter anderem die heutigen Hildesheimer Stadtteile Achtum-Uppen, Einum, Marienburg, Ochtersum, Neuhof und Marienrode sowie der größte Teil der heutigen Gemeinden Diekholzen und Schellerten. 1859 kamen auch die meisten Gemeinden des aufgelösten Amtes Steinbrück zum Amt Marienburg, aus dem 1885 schließlich der Kreis Marienburg gebildet wurde.

#### Amt Peine
Zum Amt Peine gehörten das Gebiet der heutigen Gemeinde Ilsede sowie einige Stadtteile der heutigen Stadt Peine. Die Stadt Peine selbst war amtsfrei. 1859 kamen die Gemeinden des aufgelösten Amtes Hohenhameln sowie Groß Lafferde, Klein Lafferde und Lengede aus dem Amt Steinbrück dazu. Das vergrößerte Amt Peine ging 1885 im neuen Kreis Peine auf.

#### Amt Ruthe
Das Amt Ruthe, benannt nach dem  Dorf Ruthe, erstreckte sich im Raum Sarstedt–Lühnde–Algermissen. 1859 wurde das Amt aufgelöst und in das Amt Hildesheim eingegliedert.

#### Amt Salzgitter
Zum Amt Salzgitter gehörten die südlichen Stadtteile der heutigen Stadt Salzgitter sowie Haverlah und Flöthe. 1859 wurde das Amt aufgelöst und in das Amt Liebenburg eingegliedert.

#### Amt Steinbrück
Zum Amt Steinbrück, benannt nach dem Dorf Steinbrück, gehörte im Wesentlichen das Gebiet der heutigen Gemeinden Lengede und Söhlde. 1859 wurde das Amt aufgelöst und auf die Ämter Marienburg und Peine aufgeteilt.

#### Amt Wöltingerode
Zum Amt Wöltingerode, benannt nach dem Kloster Wöltingerode, gehörten unter anderem Vienenburg, Ohrum, Dorstadt, Heiningen, Schladen und Gielde. 1885 ging das Amt Wöltingerode im neuen Kreis Goslar auf.

#### Amt Wohldenberg
Zum Amt Wohldenberg, benannt nach der Burg Wohldenberg, gehörten unter anderem Baddeckenstedt, Heere, Sehlde, Elbe und Holle. 1859 wurde das Amt aufgelöst und in das Amt Bockenem eingegliedert.

### Fürstentum Göttingen
Auf dem Gebiet des alten Fürstentums Göttingen existierten 1852 die selbständigen Städte Göttingen, Moringen, Münden und Northeim. Daneben bestanden seit 1852 dreizehn Ämter, deren Zahl sich bis 1885 auf fünf verringerte:

#### Amt Adelebsen
Das Amt Adelebsen umfasste im Wesentlichen das Gebiet des heutigen Flecken Adelebsen. 1859 wurde das Amt aufgelöst und fast vollständig in das Amt Uslar eingegliedert.

#### Amt Bovenden
Das Amt Bovenden umfasste im Wesentlichen das Gebiet der heutigen Gemeinde Bovenden. 1859 wurde das Amt aufgelöst und in das Amt Göttingen eingegliedert.

#### Amt Dransfeld
Das Amt Dransfeld umfasste im Wesentlichen das Gebiet der heutigen Samtgemeinde Dransfeld. 1859 wurde das Amt aufgelöst und in das Amt Münden eingegliedert.

#### Amt Echte / Amt Westerhof
Das Amt Echte, auch Amt Westerhof genannt, umfasste im Wesentlichen das Gebiet der heutigen Gemeinde Kalefeld. 1859 wurde das Amt aufgelöst und in das Amt Osterode eingegliedert.

#### Amt Erichsburg
Das Amt Erichsburg, benannt nach der Dasseler Erichsburg, umfasste im Wesentlichen das Gebiet der heutigen Stadt Dassel. Bis 1852 hieß das Amt Erichsburg-Hunnesrück. 1859 wurde das Amt aufgelöst und in das Amt Einbeck eingegliedert.

#### Amt Friedland
Das Amt Friedland (Hannover) umfasste im Wesentlichen das Gebiet der heutigen Gemeinden Friedland und Rosdorf. 1859 wurde das Amt aufgelöst und in das Amt Reinhausen eingegliedert.

#### Amt Göttingen
Das Amt Göttingen umfasste die nähere Umgebung der amtsfreien Stadt Göttingen. 1859 wurden die Gemeinden des aufgelösten Amtes Bovenden und der größte Teil des Amtes Radolfshausen in das Amt Göttingen eingegliedert; außerdem aus dem Amt Moringen die Gemeinde Gladebeck und aus dem Amt Adelebsen die Gemeinden Esebeck und Emmenhausen. 1885 ging das Amt Göttingen im neuen Landkreis Göttingen auf.

#### Amt Moringen
Das Amt Moringen, bis 1852 Amt Moringen-Hardegsen genannt, umfasste die Umgebung der amtsfreien Stadt Moringen und das Gebiet der heutigen Gemeinde Hardegsen. 1859 wurde das Amt aufgelöst und fast vollständig in das Amt Northeim eingegliedert.

#### Amt Münden
Das Amt Münden umfasste im Wesentlichen das Gebiet der heutigen Gemeinden Hann. Münden und Staufenberg. Die damalige Stadt Münden war amtsfrei. 1859 wurden die Gemeinden des aufgelösten Amtes Dransfeld in das Amt Münden eingegliedert. 1885 ging das Amt Münden im neuen Kreis Münden auf.

#### Amt Nörten
Das Amt Nörten umfasste im Wesentlichen das Gebiet des heutigen Flecken Nörten-Hardenberg. Das Amt wurde 1859 aufgelöst und in das Amt Northeim eingegliedert.

#### Amt Northeim
Das Amt Northeim umfasste das Umland der amtsfreien Stadt Northeim. 1859 kamen die Gemeinden der aufgelösten Ämter Moringen und Nörten dazu. 1885 ging das vergrößerte Amt Northeim schließlich im neuen Kreis Northeim auf.

#### Amt Reinhausen
Das Amt Reinhausen umfasste im Wesentlichen das Gebiet der heutigen Gemeinde Gleichen. 1859 kamen die Gemeinden des aufgelösten Amtes Friedland sowie Etzenborn aus dem Amt Duderstadt und Sattenhausen aus dem Amt Radolfshausen dazu. 1885 kam der größte Teil des Amtes zum Landkreis Göttingen; lediglich Meensen und Ellerode fielen an den Kreis Münden.

#### Amt Uslar
Das Amt Uslar umfasste im Wesentlichen das Gebiet der heutigen Gemeinden Uslar, Bodenfelde und Lauenförde. Bis 1852 bildete der Westteil des Amtes ein eigenes Amt mit dem Namen Amt Nienover-Lauenförde. 1859 kamen die Gemeinden des aufgelösten Amtes Adelebsen dazu. 1885 wurde aus dem vergrößerten Amt Uslar der Kreis Uslar gebildet.

### Fürstentum Grubenhagen
Auf dem Gebiet des alten Fürstentums Grubenhagen existierten 1852 die selbständigen Städte Duderstadt, Einbeck und Osterode am Harz. Daneben bestanden seit 1852 acht Ämter, deren Zahl sich bis 1885 auf sechs verringerte:

#### Amt Duderstadt
Zum Amt Duderstadt gehörte die nähere Umgebung von Duderstadt. Die Stadt Duderstadt selbst war amtsfrei. Das Amt wurde 1859 aufgelöst und fast vollständig in das Amt Gieboldehausen eingegliedert; lediglich Etzenborn kam zum Amt Reinhausen.

#### Amt Einbeck
Das Amt Einbeck umfasste die nähere Umgebung von Einbeck. Die Stadt Einbeck selbst war amtsfrei. 1859 wurden die Gemeinden des aufgelösten Amtes Erichsburg in das Amt Einbeck eingegliedert. 1885 ging das vergrößerte Amt Einbeck schließlich im neuen Kreis Einbeck auf.

#### Amt Elbingerode
Das Amt Elbingerode gehörte von 1842 bis 1868 zur Berghauptmannschaft Clausthal. Seit 1868 gehörte es wieder zur Landdrostei Hildesheim. Zum Amt gehörten unter anderem die Gemeinden Elbingerode (Harz), Königshof, Rothehütte und  Elend. 1885 ging das Amt Elbingerode im neuen Kreis Ilfeld auf.

#### Amt Gieboldehausen
Zum Amt Gieboldehausen gehörten unter anderem Gieboldehausen, Rhumspringe, Rüdershausen, Rollshausen, Seeburg und Krebeck. 1859 kamen der größte Teil des Amtes Duderstadt und ein Teil des Amtes Lindau hinzu. 1885 ging das Amt Gieboldehausen schließlich im neuen Kreis Duderstadt auf.

#### Amt Herzberg
Das Amt Herzberg (Harz) erstreckte sich über das heutige Gebiet der Gemeinden Herzberg am Harz, Hörden am Harz, Elbingerode bei Herzberg und Hattorf am Harz. 1859 wurden die Gemeinden des aufgelösten Amtes Scharzfels in das Amt eingegliedert.

#### Amt Lindau
Zum Amt Lindau, bis 1852 Amt Catlenburg-Lindau genannt, gehörte im Wesentlichen das Gebiet der heutigen Gemeinden Katlenburg-Lindau und Wulften am Harz. 1859 wurde das Amt aufgelöst und auf die Ämter Gieboldehausen und Osterode aufgeteilt.

#### Amt Osterode
Das Amt Osterode umfasste die Umgebung der damaligen amtsfreien Stadt Osterode am Harz. 1859 kamen die Gemeinden des Amtes Westerhof und die frühere Voigtei Katlenburg vom aufgelösten Amt Lindau hinzu. 1885 ging das Amt Osterode zum größten Teil im neuen Kreis Osterode auf; lediglich Berka, Duhm, Gillersheim, Suterode und Wachenhausen fielen an den Kreis Northeim.

#### Amt Radolfshausen
Zum Amt Radolfshausen, benannt nach der Domäne Radolfshausen, gehörten unter anderem Waake, Ebergötzen und Landolfshausen. 1859 wurde das Amt aufgelöst. Seine Gemeinden kamen fast vollständig zum Amt Göttingen; lediglich Sattenhausen kam zum Amt Reinhausen.

#### Amt Scharzfels
Das Amt Scharzfels, benannt nach der Burg Scharzfels, umfasste im Wesentlichen das Gebiet der heutigen Gemeinde Bad Lauterberg. 1859 wurde das Amt aufgelöst und in das Amt Herzberg eingegliedert.

#### Amt Zellerfeld
Das Amt Zellerfeld gehörte ursprünglich zur Berghauptmannschaft Clausthal und wurde erst nach deren Auflösung im Jahre 1868 ein Teil der Landdrostei Hildesheim. Zum Amt Zellerfeld gehörten unter anderem die sieben Bergstädte Altenau, Clausthal, Grund, Lautenthal, St. Andreasberg, Wildemann und Zellerfeld. 1885 wurde aus dem Amt Zellerfeld der Kreis Zellerfeld gebildet.

### Grafschaft und Amt Hohnstein
Die Grafschaft Hohnstein bildete eine Exklave der Landdrostei Hildesheim innerhalb der Provinz Sachsen. Auf ihrem Gebiet bestand ein gleichnamiges Amt, zu dem unter anderem die Flecken Ilfeld und Neustadt/Harz sowie die Gemeinden Buchholz, Harzungen, Leimbach, Niedersachswerfen, Petersdorf, Steigerthal, Sülzhayn, Urbach und Krimderode gehörten. 1885 ging das Amt Hohnstein im größeren Kreis Ilfeld auf.